# Státní znaky Československa

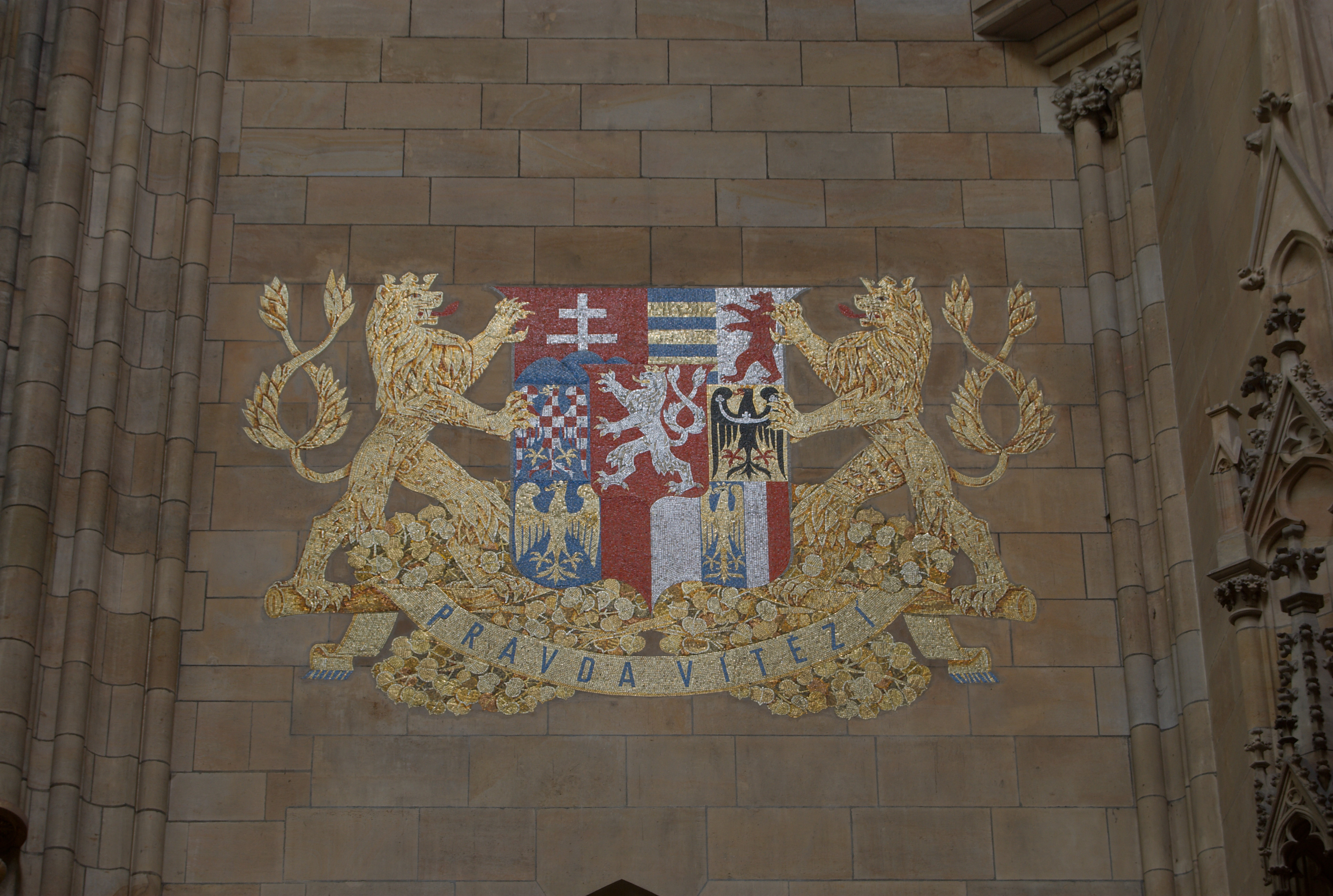
Veliký státní znak v Katedrále svatého Víta, Václava a Vojtěcha

Podoba státních znaků Československa (i Protektorátu Čechy a Morava a Slovenského štátu) prošla tímto vývojem:

## Prvnírepublika Československá1918–1938

### 1918–1920

Prozatímní státní znak 1919–1920[1]
V období 1918–1920 byl také jako provizorní státní znak neoficiálně užíván tzv. Sdružený znak odboje.

### 1920–1938

Malý znak republiky Československé
Střední znak republiky Československé
Veliký znak republiky Československé

## Česko-Slovenská republika1938–1939

Střední znak republiky Československé

## Protektorát Čechy a Morava,Říšská župa SudetyaSlovenský štát

Menší státní znak
Větší státní znak
Znak říšské župy Sudety
Znak Slovenského štátu

## TřetíačtvrtáČeskoslovenská republika1945–1960

Malý znak republiky Československé

## Československá socialistická republika1960–1990

Státní znak Československé socialistické republiky
Detail nového znaku na prsou lva reprezentující slovenskou část státu

## Česká a Slovenská Federativní Republika1990–1992

Státní znak České a Slovenské Federativní Republiky
Velký znak České republiky
Malý znak České republiky
Znak Slovenské republiky

V souvislosti se změnami po sametové revoluci a vypuštěním slova „socialistická“ z názvu státu předestřel 23. 1. 1990 Václav Havel i jím nově navrhovanou podobu znaku federace, který však posléze nebyl přijat.
Pokud jde o znak sám, nejširší konsensus u obou našich národů i mezi odborníky nalézá znak čtvrcený, který má v heraldice svou dávnou tradici a vyjadřuje rovnoprávný a spřátelený svazek dvou různých rodů či národů. Užíval se u nás už od dob jagellonských králů, kteří takto kombinovali český znak se znakem uherským. Velkým by tento znak byl ovšem nikoli jen proto, že by byl čtvrcený do čtyř polí, v nichž by byly dvojmo a střídavě oba národní znaky, ale i proto, že by se dělil na takzvaný zadní a přední štít, což znamená, že uprostřed velkého a čtvrceného znaku by byl ještě znak další, podstatně menší, ale v čestném centru umístěný, totiž historický znak Moravy. Toto jeho umístění by symbolicky vyjadřovalo fakt, že prvním státním útvarem, který v historii našich národů známe, byla říše Velkomoravská, v níž se na úsvitu našich dějin naše dva národy, respektive etnika, z nichž se později zformovaly, spolu spojily v jednom státním celku. Moravská orlice v centru znaku naší federace by tedy představovala motiv naše dva národy spojující, tedy přesně ten motiv, který je historickým prapředkem naší moderní federace.
Václav Havel, 23. 1. 1990, Projev prezidenta ČSSR Václava Havla ve Federálním shromáždění.

Předcházející státní znak z roku 1960 v témže projevu podrobil značné kritice.

## Znaky nástupnických států a území

Velký státní znak ČR
Malý státní znak ČR
Státní znak SR
Znak Zakarpatské oblasti